# 苑囿 (官員)
苑囿（1515年—1594年），字公甫，號沱溪，順天府通州寶坻縣人，民籍，明朝官员。

## 生平
順天府鄉試第六十一名舉人。嘉靖三十二年（1553年）中式癸丑科會試第八十一名，三甲第十七名進士。刑部观政，授直隶鳳陽府推官，丙辰升南户部浙江司主事，榷税北新关，晋员外郎，尋升南刑部廣東司郎中，三十九年庚辰考察，贬六安州同知，进怀庆府通判，以内艰歸。服阕，復除河南卫辉府通判，隆慶四年（1570年）升池州府同知，摄府事，更摄東流、青阳二县事，晋南刑部福建司郎中。卒年八十。

## 家族
曾祖苑能；祖父苑禮；父苑章，母吳氏。

## 註腳
1. ↑  张朝瑞. . 《续修四库全书》史部第828册.
2. ↑  鲁小俊，江俊伟著. . 武汉: 武汉大学出版社. 2009. ISBN 978-7-307-07043-1.
3. ↑  龚延明主编. . 宁波: 宁波出版社. 2016. ISBN 978-7-5526-2320-8. 《天一閣藏明代科舉錄選刊.登科錄》之《嘉靖三十二年癸丑科登科錄》